# أوغندا في الألعاب الأولمبية
أوغندا في الألعاب الأولمبية تعتبر الألعاب الأولمبية من الأحداث الرياضية المهمة في أوغندا، تقوم اللجنة الأولمبية الأوغندية بالإشراف في شؤون مشاركات أوغندا في الألعاب الأولمبية، أول مشاركة لأوغندا في الألعاب الأولمبية كانت في دورة 1956 في ملبورن في أستراليا حيث شاركت ب3 رياضيين وتمكنت من الفوز بأول ميدالية لها في دورة 1968 في مكسيكو، فازت أوغندا بمشوارها الأولمبي بمجموع 7 ميداليات منها ميداليتين ذهبية و 3 فضية و2 برونزية، أكثر الرياضات التي تنافس فيها أوغندا هي ألعاب القوى في المسافات الطويلة والماراثونات والملاكمة.